# テックス
株式会社テックス (Tec's Inc.) は、東京都新宿区に本社を置く撮影用機材などのレンタル業務を行う企業。映画やCMの撮影で使用されるデジタルシネマ機材のハイエンドモデルから中継用カメラ、取材用カメラ、小型の民生機まで幅広く貸出を行っている。
モニター、マイク、三脚、照明、移動車やクレーンまで撮影に関する周辺機材まで貸出を行っている。
個人への貸し出しも行っているので、フリーランスのクリエイティブディレクターや若手の映像作家がよく機材を借りる会社として知られている。
以前新宿通り沿いにあった時、1階にパン屋があったビルで営業していたので、「パン屋さんのレンタル屋」として業界では知られていた。
セミナーや展示会を別館のインテックスビルにて定期的に開催している。

## 所在地
- 本社 - 東京都新宿区四谷4-21-27
- インテックスビル - 東京都新宿区四谷4-23-4

## 主な事業
映像機器・音響機器などのレンタルを取り扱う。

## 主な取扱機器
- カメラ
  - ARRI ALEXA
  - ARRI AMIRA
  - RED WEAPON
  - RED EPIC
  - RED EPIC-W
  - SONY PMW-F55
  - SONY PXW-FS7
  - Panasonic VARICAM35
  - Panasonic VARICAM LT
  - Canon EOS-C300 MarkII
  - Canon EOS-C500
  - Blackmagic URSA
- レンズ
  - LEICA Summicron-C
  - ZEISS MASTER PRIME
  - UZEISS ULTRA PRIME

## 主な機材協力作品
- 仮面ライダーシリーズ（東映）
- 相棒シリーズ（テレビ朝日）
- ウルトラシリーズ（テレビ東京）

## 主な取引先
- テレビ局
  - 日本放送協会
  - 日本テレビ放送網
  - TBSテレビ
  - フジテレビジョン
  - テレビ朝日
  - テレビ東京
- ケーブルテレビ局
- テレビ制作会社
- テレビ技術会社

## 所属団体
- 日本撮影監督協会